# Zamki w Austrii
Zamki w Austrii
Lista ta zawiera spis zamków lub ruin zamków na terenie Austrii, według landów:

## Burgenland

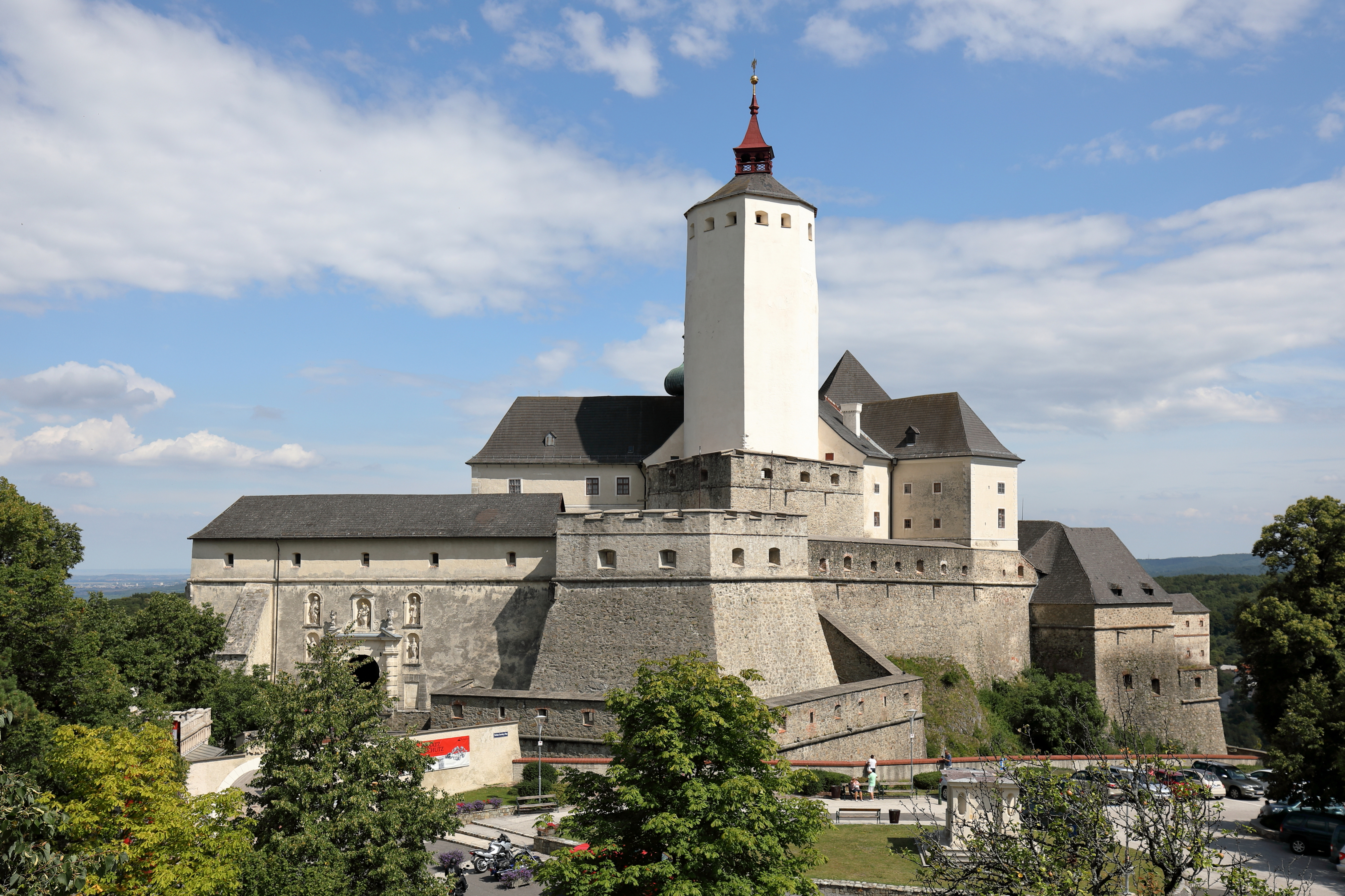
Zamek Forchtenstein

- Zamek Bernstein
- Zamek Forchtenstein
- Zamek Güssing
- Ruiny zamku Landsee
- Zamek Lockenhaus
- Zamek Schlaining

## Karyntia
- Ruiny zamku Aichelburg
- Ruiny zakonu Arnoldstein
- Ruiny zamku Dietrichstein

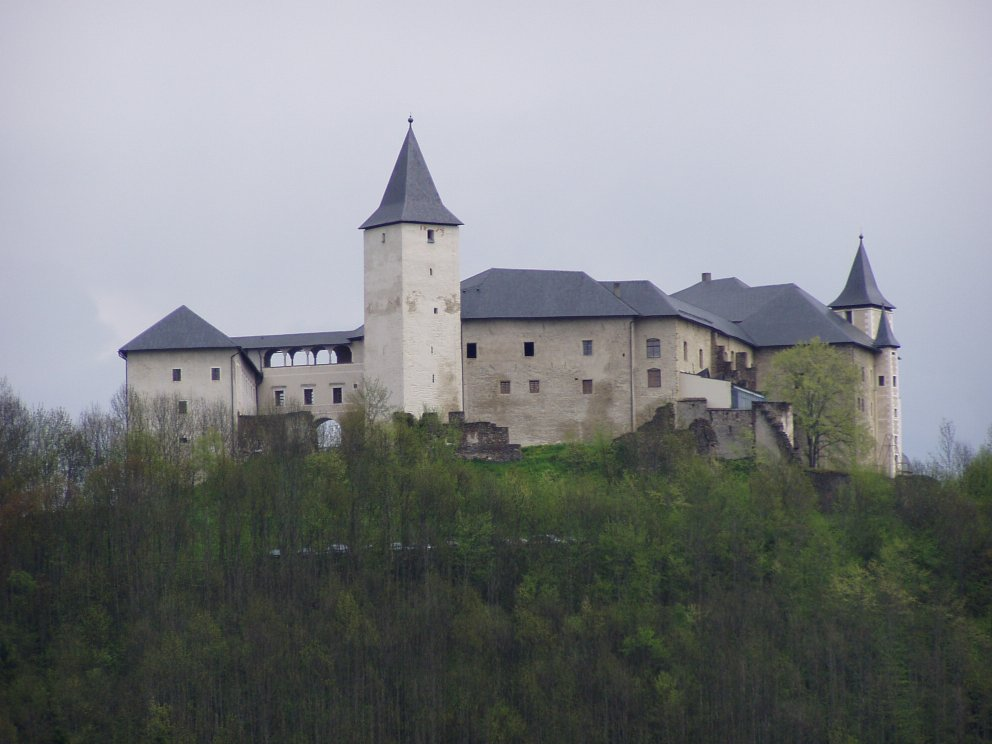
Zamek w Straßburgu, w Karyntii

- Ruiny zamku Falkenstein (Oberfalkenstein)
- Zamek Falkenstein (Niederfalkenstein)
- Ruiny zamku Feldsberg
- Ruiny zamku Federaun
- Ruiny zamku Finkenstein
- Ruiny zamku Flaschberg
- Zamek Freiberg
- Zamek Geyersberg
- Ruiny zamku Glanegg
- Ruiny zamku Gmünd
- Ruiny zamku Goldenstein
- Ruiny zamku Gomarn
- Ruiny zamku Gradenegg
- Ruiny zamku Grafenstein
- Ruiny zamku Greifenfels
- Ruiny zamku Griffen
- Ruiny zamku Groppenstein
- Ruiny zamku Grünburg
- Ruiny zamku Gurnitz
- Zamek Haimburg
- Ruiny zamku Hardegg
- Ruiny zamku Hartneidstein
- Ruiny zamku Himmelberg
- Zamek Hochosterwitz
- Ruiny zamku Hohenburg
- Ruiny zamku Hohenburg na górze Rosenberg
- Ruiny zamku Hohenwart
- Zamek/Pałac Hollenburg
- Ruiny zamku Karlsberg
- Ruiny zamku Kühnburg
- Zamki/Pałace Kraiger - Ruiny zamku Ober-, Niederkraig
- Ruiny zamku Landskron
- Ruiny zamku Lavant
- Ruiny zamku Leobenegg
- Ruiny zamku Leonstein
- Ruiny zamku Lichtengraben/Painburg
- Ruiny zamku Liemberg
- Ruiny zamku Liebenfels
- Zamek Mannsberg
- Ruiny zamku Moosburg/Arnulfsfeste
- Zamek Neudenstein
- Ruiny zamku Nussberg
- Ruiny zamku Ortenburg
- Zamek Petersberg
- Ruiny zamku Prägrad
- Ruiny zamku Rabenstein
- Ruiny zamku Ras
- Ruiny zamku Rauchenkatsch
- Ruiny zamku Rauterburg
- Ruiny zamku Rechberg
- Ruiny zamku Reifnitz
- Ruiny zamku Reinegg
- Ruiny zamku Reisberg
- Ruiny zamku Rosegg
- Ruiny zamku Rothenthurn
- Ruiny zamku Rottenstein
- Ruiny zamku Schaumburg
- Ruiny zamku Silberberg
- Zamek Sommeregg
- Ruiny zamku Sonegg
- Zamek Stein/Drautal
- Ruiny zamku Stein/Lavanttal
- Ruiny zamku Stein/Jauntal
- Ruiny zamku Sternberg
- Ruiny zamku Steuerberg
- Zamek Straßburg
- Ruiny zamku Straßfried
- Ruiny zamku Taggenbrunn
- Ruiny zamku Treffen
- Ruiny zamku Trixen (Nieder-, Ober-, Mittertrixen)
- Ruiny zamku Twimberg
- Ruiny zamku Waisenberg
- Ruiny zamku Weidenburg
- Ruiny zamku Weißenegg
- Ruiny zamku Wullroß

## Dolna Austria

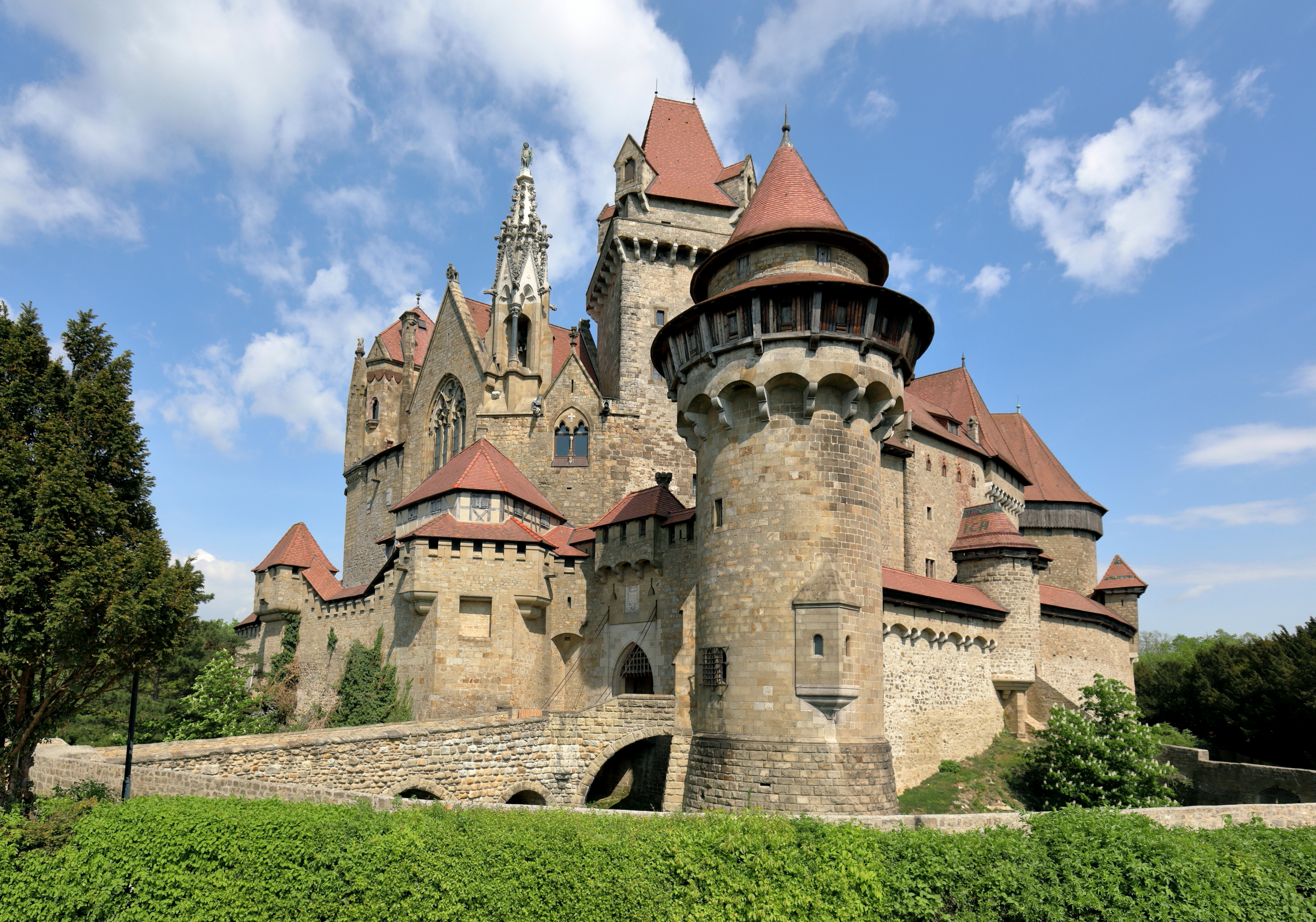
Zamek Kreuzenstein

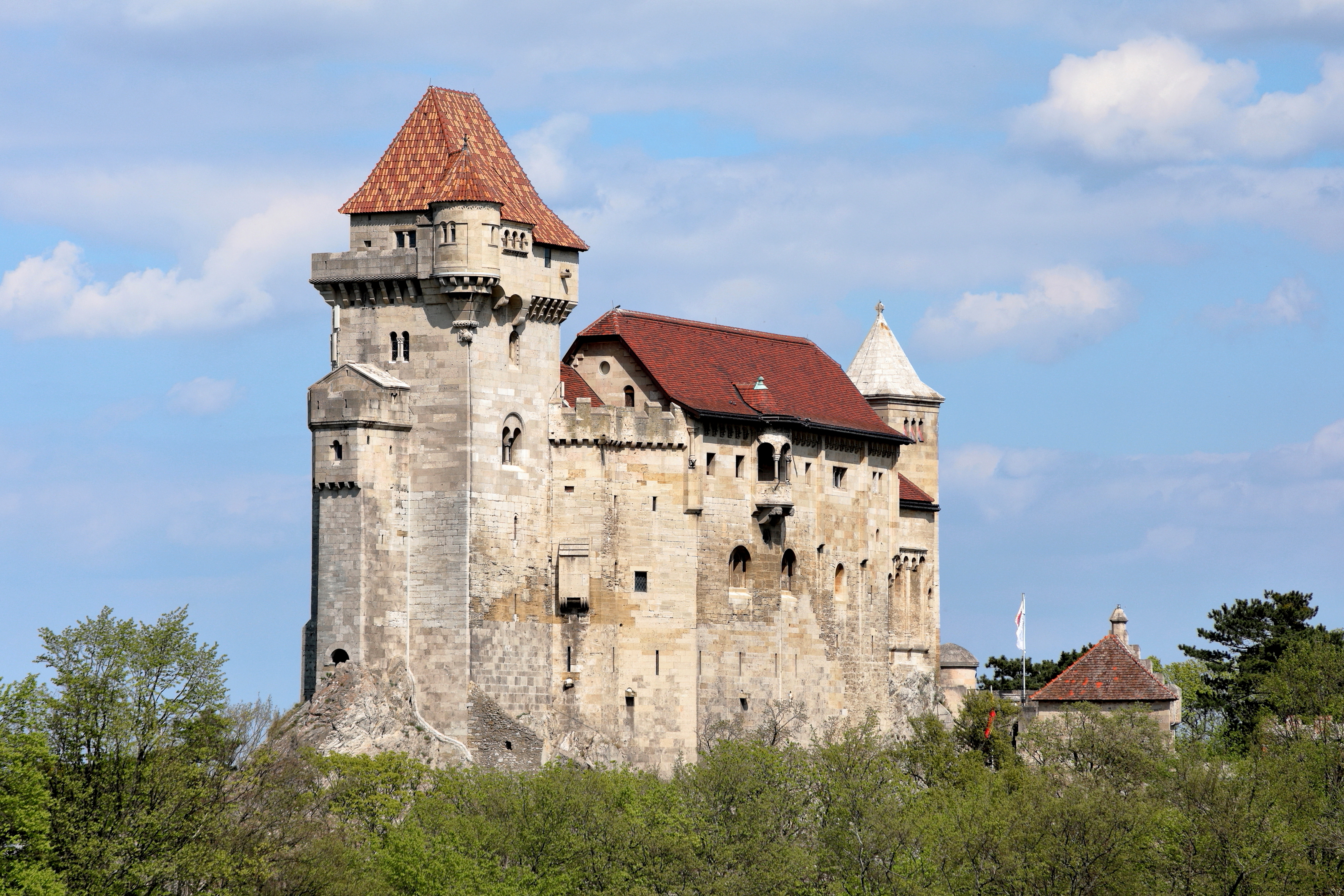
Zamek Liechtenstein

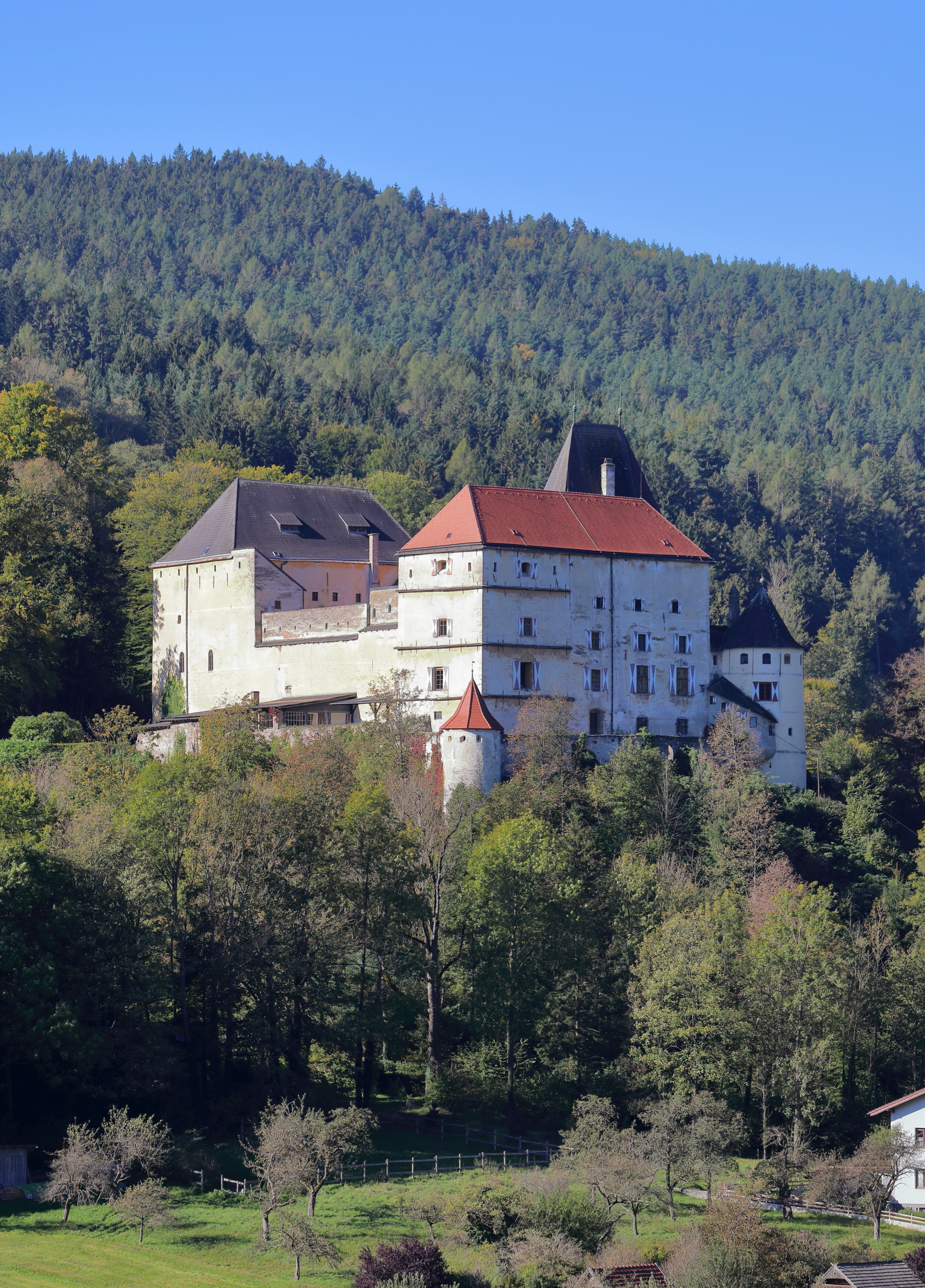
Zamek Feistritz am Wechsel

- Ruiny zamku Aggstein
- Ruiny zamku Araburg
- Ruiny zamku Dobra
- Ruiny zamku Dürnstein
- Ruiny zamku Falkenstein
- Zamek Feistritz am Wechsel
- Franzensburg, Laxenburg
- Zamek Greifenstein
- Zamek Grub
- Zamek Hardegg
- Pałac Grafenegg
- Ruiny zamku w Hainburgu
- Zamek Hartenstein
- Zamek Heidenreichstein
- Ruiny zamku Kaja
- Zamek Karlstein
- Ruiny zamku Kollmitz
- Zamek Kreuzenstein
- Zamek/Pałac Liechtenstein
- Ruiny zamku Mödling
- Zamek Neulengbach
- Zamek Ottenstein
- Zamek Perchtoldsdorf
- Zamek Plankenstein
- Zamek Persenbeug
- Zamek Raabs an der Thaya
- Zamek Rappottenstein
- Ruiny zamku Rauheneck (Baden)
- Ruiny zamku Rauhenstein (Baden)
- Rosenburg
- Schallaburg
- Zamek Scharfeneck
- Zamek Seebenstein
- Ruiny zamku Senftenberg
- Ruiny zamku Starhemberg
- Zamek Walpersdorf
- Zamek Wiener Neustadt
- Ruiny zamku Puchberg

## Salzburg

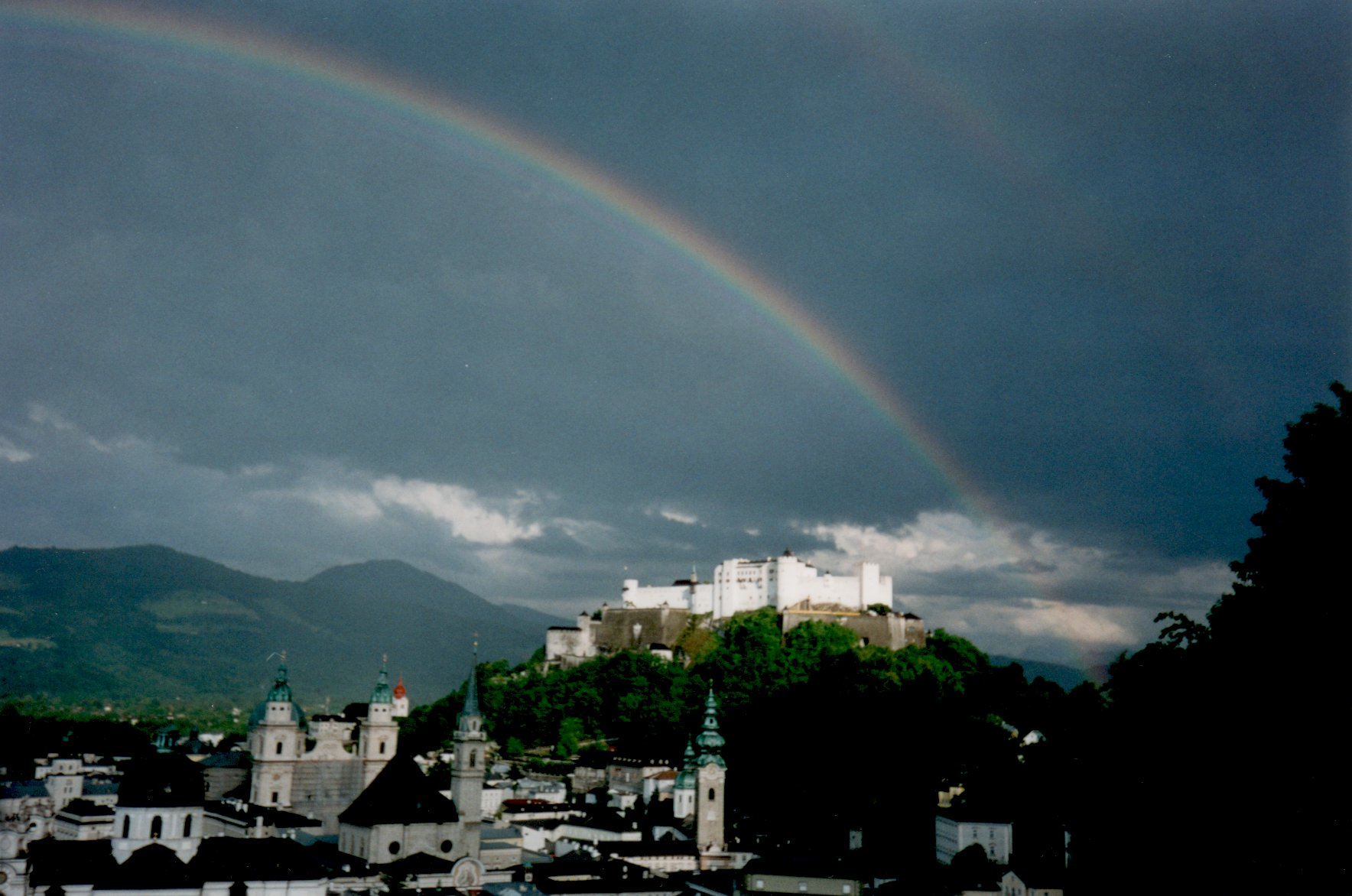
Twierdza Hohensalzburg

- Ruiny zamku Edenvest
- Zamek Finstergrün
- Ruiny zamku Friedburg,
- Zamek Golling
- Ruiny zamku Gutrat
- Ruiny zamku Hieburg
- Festung Hohensalzburg, Salzburg

- Zamek Hohenwerfen, Werfen
- Zamek Mauterndorf
- Zamek Moosham
- Ruiny zamku Plainburg
- Ruiny zamku Saalegg
- Ruiny zamku Wartenfels
- Ruiny zamku Weyer, Bramberg

## Styria
- Zamek Alt-Teuffenbach
- Zamek Baiersdorf
- Zamek Deutschlandsberg
- Zamek Dürnstein
- Zamek Deutschlandsberg
- Zamek Ehrenfels/ Klamm bei Radegund
- Zamek Ehrenhausen
- Ruiny zamku Eppenstein
- Zamek Feistritz / Ilz
- Zamek Festenburg
- Ruiny zamku Fohnsdorf
- Zamek Forchtenstein
- Zamek Frauenburg
- Zamek Frondsberg
- Ruiny zamku Gallenstein
- Zamek Gleichenberg
- Ruiny zamku Gösting
- Zamek Grosssölk
- amek Grünfels
- Zamek Gutenberg
- Ruiny zamku Hauenstein
- Ruiny zamku Henneberg
- Zamek Herberstein
- Ruiny zamku Hohenwang
- Zamek Kammerstein/ Ehrenfels
- Ruiny zamku Kalsberg
- Zamek Kaisersberg
- Ruiny zamku Katsch
- Ruiny zamku Klingenstein /Salla
- Ruiny zamku Klöch
- Zamek Krems
- Ruiny zamku Ligist
- Zamek Neuberg
- Ruiny zamku Neu-Leonroth
- Zamek Lichtenegg
- Ruiny zamku Liechtenstein
- Ruiny zamku Neudeck
- Zamek Neuhaus bei Stubenberg
- Zamek Oberkapfenberg
- Zamek Obervoitsberg
- Ruiny zamku Offenburg
- Ruiny zamku Pernegg
- Ruiny zamku Pflindsberg
- Ruiny zamku Pfannberg
- Ruiny zamku Pikeroi
- Ruina Puxer-Loch
- Ruina Raabeck
- Zamek Rabenstein
- Ruiny zamku Reifenstein
- Riegersburg
- Zamek Schachenstein
- Ruina Schmirnberg
- Zamek Seggau
- Ruiny zamku Steinschloß
- Ruiny zamku Sturmberg
- Zamek Thalberg
- Zamek Waldstein
- Ruiny zamku Waxenegg
- Ruiny zamku Wildon
- Ruiny zamku Wolkenstein

## Tyrol
- Pałac Ambras
- Zamek Bideneck
- Zamek Bruck
- Zamek Freundsberg
- Zamek Heinfels
- Twierdza Kufstein
- Zamek Kropfsberg
- Zamek Laudegg
- Zamek Lichtenwerth
- Kapsburg
- Pałac Tratzberg
- Ziegelburg

## Górna Austria

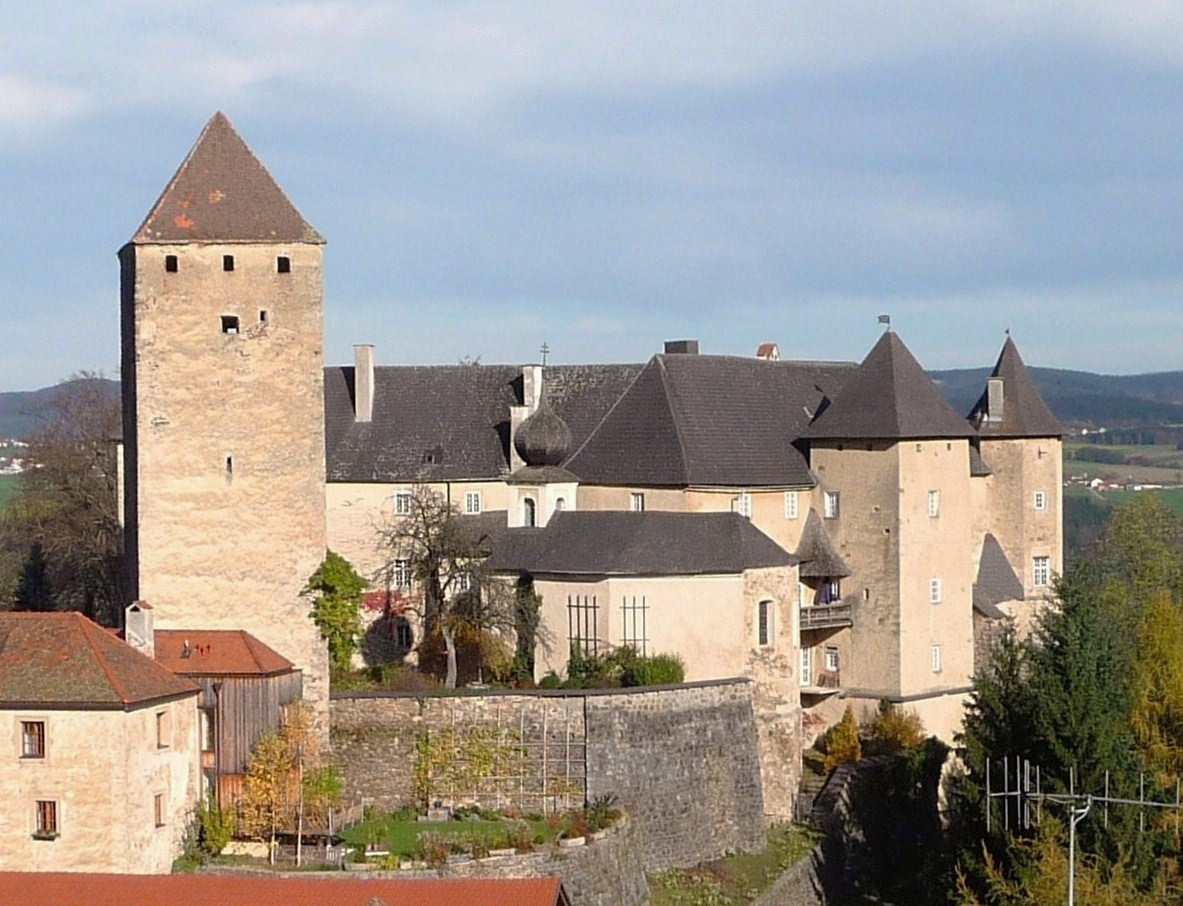
Zamek Vichtenstein

- Zamek Clam
- Zamek Eschelberg
- Zamek Neuhaus
- Zamek Pürnstein
- Zamek Vichtenstein

## Vorarlberg
- Zamek Schattenburg
- Zamek Neu-Ems
- Ruiny zamku Neu-Montfort